# Risiocnemis confusa
Risiocnemis confusa – gatunek ważki z rodziny pióronogowatych (Platycnemididae). Endemit Filipin; stwierdzony na wyspach Catanduanes, Luzon i Polillo.